# Niels Lynge
Niels Peter Salomon Lynge (* 20. Juli 1880 in Nuuk; † 22. September 1965 ebenda) war ein grönländischer Pastor, Katechet, Maler, Dichter und Landesrat.

## Leben

### Familie und Ausbildung
Niels Lynge war der Sohn des Böttchers Carl Frederik Mads Lynge (1841–1917) und seiner Frau Juliane Ane Sophie Cathrine Rasmussen (1841–1913). Über seine Mutter war er ein Urenkel von Christian Alexander Platou (1779–1827). Sein Neffe war Christian Berthelsen (1916–2015).
Niels Lynge lernte von 1894 bis 1900 am Grønlands Seminarium und arbeitete anschließend kurz in Kangerluarsussuaq. Als 1901 Rasmus Berthelsen starb, wechselte Christian Rosing an das Seminarium, um ihn zu ersetzen, sodass die Stelle des Katecheten in Nuuk frei wurde. Der junge Niels Lynge wurde daher als Katechet nach Nuuk berufen.

### Erste Ehe
Niels Lynge heiratete am 29. Juli 1901 in Nuuk Ane Theodora Cecilie Rosing (1883–1940), Tochter des Handelsverwalters Peter Frederik Rosing (1835–1912) und der Hebamme Haldora Helene Margrethe Karoline Petrussen (1842–1901). Aus der Ehe gingen folgende Kinder hervor:
- Klaus Jonathan Nikolaj Peter Lynge (1902–1981), verh. mit Ingeborg Ane Kirsten Motzfeldt (1911–?)
- Pavia Josva Regnar Lynge (1904–1906)
- Hans Louis Abel Lynge (1906–1988), verh. mit Marie Louise Mathilde Lund (1904–1996), dann mit Inge Overgaard (* 1928)
- Karoline Amalie Lynge (1909–?), verh. mit Knud Dam
- Marie Ane Bodil Lynge (1911–2008), verh. mit Nikolaj Rosing (1912–1976)
- Ane Mariane Jensine Lynge (1913–?), verh. mit Adolf Lars Regner Edvard Holm (1914–?)
- Pavia Efraim Mads Lynge (1915–1958), verh. mit Agnethe Johanne Marie Karoline Abelsen (1922–1981)
- Cecilie Ane Andrea Lynge (1917–1999), verh. mit Henning Lund (1917–1998)
- Mads Søren Johannes Gert Lynge (1921–?), verh. mit Mimi Ruth Lynge (1918–?)
- Frederik Stegemann Lynge (1924–?), verh. mit Beathe Ane Juliane Magdaline Nielsen (1921–?)
- Kristian Diderik Vallentin Lynge (1926–?), verh. mit Anna Dorthea Petrine Karen Motzfeldt (1927–?)

### Karriere
Er war eine der Hauptfiguren der von Stephen Møller gegründeten Peqatigiinniat-Bewegung, die als religiöse Bewegung ab 1908 einen großen Teil der grönländischen Bevölkerung prägte, indem sie die nationale Identität erweckte und eine Reformbewegung im Land auslöste, die unter anderem 1911 in der Gründung von Grønlands Landsråd mündete. Niels Lynge war von 1917 bis 1922 Mitglied des Landesrats, wurde aber 1922 von Abel Egede vertreten. Später war er von 1927 bis 1938 erneut zwei Perioden Mitglied, wobei er 1932 von Ole Petersen vertreten wurde. 1922 empfing er die Priesterweihe und wurde als Pastor in Maniitsoq eingesetzt, bevor er 1931 nach Alluitsoq wechselte. 1943 wechselte er nach Qeqertarsuatsiaat und wurde 1950 pensioniert.

### Zweite Ehe
Nachdem seine erste Frau 1940 im Alter von 57 Jahren gestorben war, heiratete er in zweiter Ehe am 15. Oktober 1945 die Witwe Karoline Margrethe Haldora Dorthea Sommer, geb. Rosing, (1906–1989), Tochter von Karl Julius August Rosing (1876–1945) und Magdalene Kristine Katrine Heilmann (1879–1935). Aus der Ehe gingen zwei weitere Kinder hervor:
- Magdaline Karen Theodora Lynge (* 1948), verh. Frederiksen
- Lisa Ane-Soffiaaraq Lynge (* 1950)

### Künstlerisches Wirken
Niels Lynge galt zudem als Dichter, dessen Werke sich in Gesangsbüchern finden lassen, sowie als ausgezeichneter Maler, den man vor allem für seinen Farbeneinsatz schätzt. Leute brachten Schwarz-Weiß-Fotografien ihrer Heimatorte zu ihm und wünschten, dass sie auf der Leinwand zu farbenfrohen Malereien werden. In seinem Haus im Gertrud Rasksvej 24 (→Karte) hatte er die Wände – angeblich um zu verhindern, dass seine Kinder die Gemälde stehlen – mit Landschaftsmotiven aus der Region um Nuuk bemalt und goldene Holzrahmen darumgesetzt oder ebensolche so täuschend echt gemalt, dass selbst König Frederik IX. bei seinem Besuch im Jahr 1960 extra aufstand, um nachzuprüfen, ob sie echt sind oder gemalt. Das Haus wurde später aufgekauft und ist heute als Teil des Nuuk-Kunstmuseums öffentlich zugänglich.
1931 erhielt er die Kongelige Belønningsmedalje und 1958 das Ritterkreuz des Dannebrogordens.